# 단양 원주이씨 효열각
단양 원주이씨 효열각(丹陽 原州李氏 孝烈閣)은 충청북도 단양군 매포읍 평동리 873-9에 있는 건축물이다. 원주 이씨 단양종중에서 관리하고 있다. 2018년 9월 21일 문화재 지정 예고를 거쳐, 2018년 11월 30일 충청북도의 문화재자료 제93호로 지정되었다.

## 지정 사유
단양 원주이씨 효열각은 조선 후기 이상문(李尙文, 1697～1767)의 효자문과 이민열(李民烈)의 처 전의 이씨(全義 李氏, 1812～1885) 열녀문 등 2개 전각으로 구성되어 있고, 각각 1834년과 1884년에 세워졌다.
효열각은 조선후기 양반의 신분제적 요소가 크게 흔들리는 것을 웅변적으로 보여 주고, 1992년 매포읍 도시계획에 의해 현재의 위치로 옮겨졌다.

## 참고 문헌
- 단양 원주이씨 효열각 - 국가유산청 국가유산포털